# Aenictus minutulus
Aenictus minutulus är en myrart som beskrevs av Mamoru Terayama och Seiki Yamane 1989. Aenictus minutulus ingår i släktet Aenictus och familjen myror. Inga underarter finns listade i Catalogue of Life.